# Kanye
Kanye es una ciudad situada en el Distrito Sur, Botsuana. Se encuentra a 83 km al sureste de Jwaneng Gaborone. Tiene una población de 47.007 habitantes, según el censo de 2011 lo que la convierte en la octava ciudad del país.
Kanye es la capital tradicional de la tribu Ngwaketse, que se estableció por primera vez en el área en la década de 1790. La ciudad es la capital tribal más antigua poblada continuamente en el país.

## Geografía
Kanye se encuentra en una serie de colinas que forman una barrera protectora natural contra las arenas del desierto de Kalahari. Las colinas se extienden en la región de Bushveld de Sudáfrica. Hay una garganta natural profunda (llamada Kanye Gorge) cerca de la ciudad, que era conocida por ser utilizada como escondite por los aldeanos durante los  conflictos de la ciudad durante el siglo XIX.